# 吉井章 (政治家)
吉井 章（よしい あきら、1967年〈昭和42年〉1月2日 - ）は、日本の政治家。自由民主党所属の参議院議員（1期）、国土交通大臣政務官。元京都市会議員（4期）。

## 来歴
京都府京都市東山区（現・山科区）出身。京都市立山階小学校、京都市立安祥寺中学校、洛南高等学校卒業。京都産業大学経営学部中退。大学時代はプロゴルファーを目指していた。
1989年から洛東産業株式会社で務め、2001年からは自由民主党の支部で勤務する。2005年、山本朋広衆議院議員の公設第一秘書となる。
2007年、京都市会議員に初当選し、以後4期連続当選。
2021年6月6日、二之湯智が翌年7月の第26回参議院議員通常選挙に立候補せず、引退する意向を表明。自民党京都府連は後継候補を公募。元衆議院議員で京都府議会議員の荒巻隆三も立候補を希望したが、党府連所属議員での投票の結果吉井が上回った。同年9月12日、自民党京都府連は次期参院選・京都府選挙区（改選数2）に、吉井を擁立すると発表した。
2022年4月15日、日本維新の会は大阪ガス従業員の楠井祐子を公認候補として擁立すると正式に発表した。同年4月20日、国民民主党は楠井の推薦を決定した。6月15日付で吉井は京都市議を辞職。7月10日の参院選の投開票の結果、得票数1位で初当選した。立憲民主党現職の福山哲郎は2位で当選し、楠井は次点で落選した。2023年3月23日、宏池会（岸田派）より入会が了承された。
2024年11月13日、第2次石破内閣で国土交通大臣政務官に就任。

## 政策・主張

### 憲法
- 憲法改正について、2022年のNHK、毎日新聞社のアンケートで「賛成」と回答[14][15]。
- 9条改憲について、2022年の毎日新聞社のアンケートで「改正して、自衛隊の存在を明記すべきだ」と回答[15]。9条への自衛隊の明記について、2022年のNHKのアンケートで「賛成」と回答[14]。
- 憲法を改正し緊急事態条項を設けることについて、2022年のNHKのアンケートで「賛成」と回答[14]。

### 外交・安全保障
- 敵基地攻撃能力を持つことについて、2022年のNHKのアンケートで「賛成」と回答[14]。
- 普天間基地の辺野古移設について、2022年の毎日新聞社のアンケートで「賛成」と回答[15]。
- ロシアは2022年2月24日、ウクライナへの全面的な軍事侵攻を開始した[16]。日本政府が行ったロシアに対する制裁措置についてどう考えるかとの問いに対し、2022年のNHKのアンケートで「適切だ」と回答[14]。同年の毎日新聞社のアンケートで「今の制裁で妥当だ」と回答[15]。
- 2022年6月7日、政府は経済財政運営の指針「骨太方針」を閣議決定した。NATO加盟国が国防費の目標としている「GDP比2％以上」が例示され、防衛力を5年以内に抜本的に強化する方針が明記された[17]。「防衛費を今後どうしていくべきだと考えるか」との問いに対し、2022年のNHKのアンケートで「ある程度増やすべき」と回答[14]。
- 徴用工訴訟問題や慰安婦問題などをめぐり日韓の対立が続くなか、関係改善についてどう考えるかとの問いに対し、2022年の毎日新聞社のアンケートで「韓国政府がより譲歩すべきだ」と回答[15]。

### ジェンダー
- 選択的夫婦別姓制度の導入について、2022年のNHKのアンケートで「反対」と回答[14]。
- 同性婚を可能とする法改正について、2022年のNHKのアンケートで「反対」と回答[14]。
- クオータ制の導入について、2022年のNHKのアンケートで回答しなかった[14]。

### その他
- アベノミクスについて、2022年の毎日新聞社のアンケートで「評価するが、修正すべきだ」と回答[15]。
- 「原子力発電への依存度を今後どうするべきか」との問題提起に対し、2022年のNHKのアンケートで「下げるべき」と回答[14]。
- 国会議員の被選挙権年齢の引き下げについて、2022年の毎日新聞社のアンケートで「反対」と回答[15]。

## 支援団体
- 全国たばこ販売政治連盟（2022年参院選組織推薦候補者）[18]

## 政治資金
- 2021年9月、吉井章と荒巻隆三京都府議が同月の城陽市長選挙に立候補した奥田敏晴市長にそれぞれ1万円を寄付していた。吉井と荒巻は当時翌年の参院選の公認の座を争っており、公職選挙法に抵触する可能性が指摘されたが、吉井は自身が山科区選出であることから「私の選挙区外の候補者に対し、陣中見舞いを持参した。違法ではないと認識している」と説明した[19]。

## 選挙
| 当落 | 選挙                     | 執行日         | 年齢 | 選挙区       | 政党       | 得票数     | 得票率 | 定数 | 得票順位 /候補者数 | 政党内比例順位 /政党当選者数 |
| ---- | ------------------------ | -------------- | ---- | ------------ | ---------- | ---------- | ------ | ---- | ------------------ | ---------------------------- |
| 当   | 2007年京都市議会議員選挙 | 2007年4月8日   | 40   | 山科区選挙区 | 自由民主党 | 5745票     | ――     | 6    | 4/7                | /                            |
| 当   | 2011年京都市議会議員選挙 | 2011年4月10日  | 44   | 山科区選挙区 | 自由民主党 | 7870票     | ――     | 6    | 3/7                | /                            |
| 当   | 2015年京都市議会議員選挙 | 2015年4月12日  | 48   | 山科区選挙区 | 自由民主党 | 6768票     | ――     | 6    | 3/8                | /                            |
| 当   | 2019年京都市議会議員選挙 | 2019年4月7日   | 52   | 山科区選挙区 | 自由民主党 | 8304票     | ――     | 6    | 2/7                | /                            |
| 当   | 第26回参議院議員通常選挙 | 2022年07月10日 | 55   | 京都府選挙区 | 自由民主党 | 29万3071票 | 28.18% | 2    | 1/9                | /                            |